# I miei giorni felici/I'll Never Turn My Back on You
I miei giorni felici/I'll Never Turn on You è il secondo singolo del gruppo statunitense Wess & the Airedales, pubblicato dalla Durium nel 1967.

## I brani

### I miei giorni felici
I miei giorni felici, presente sul lato A del disco, è la cover italiana del brano Chapel of Dreams dei Dubs; registrata, 10 anni dopo, da Santino Rocchetti come lato B del singolo Amado mio. L'adattamento in italiano è di Sergio Bardotti, mentre il testo originale e la musica sono di Billy Myles.

### I'll Never Turn on You
I'll Never Turn on You, presente sul lato B del disco, è il brano scritto e composto dal trio Fowlkes-Johnson-King.

## Tracce
LATO A
1. I miei giorni felici (Chapel of Dreams) – 2:40 (testo italiano: Sergio Bardotti – testo originale e musica: Billy Myles)

LATO B
1. I'll Never Turn on You – 2:54 (Douglas Fowlkes, Wesley Johnson, Jessie King)